# Menarini Monocar 201

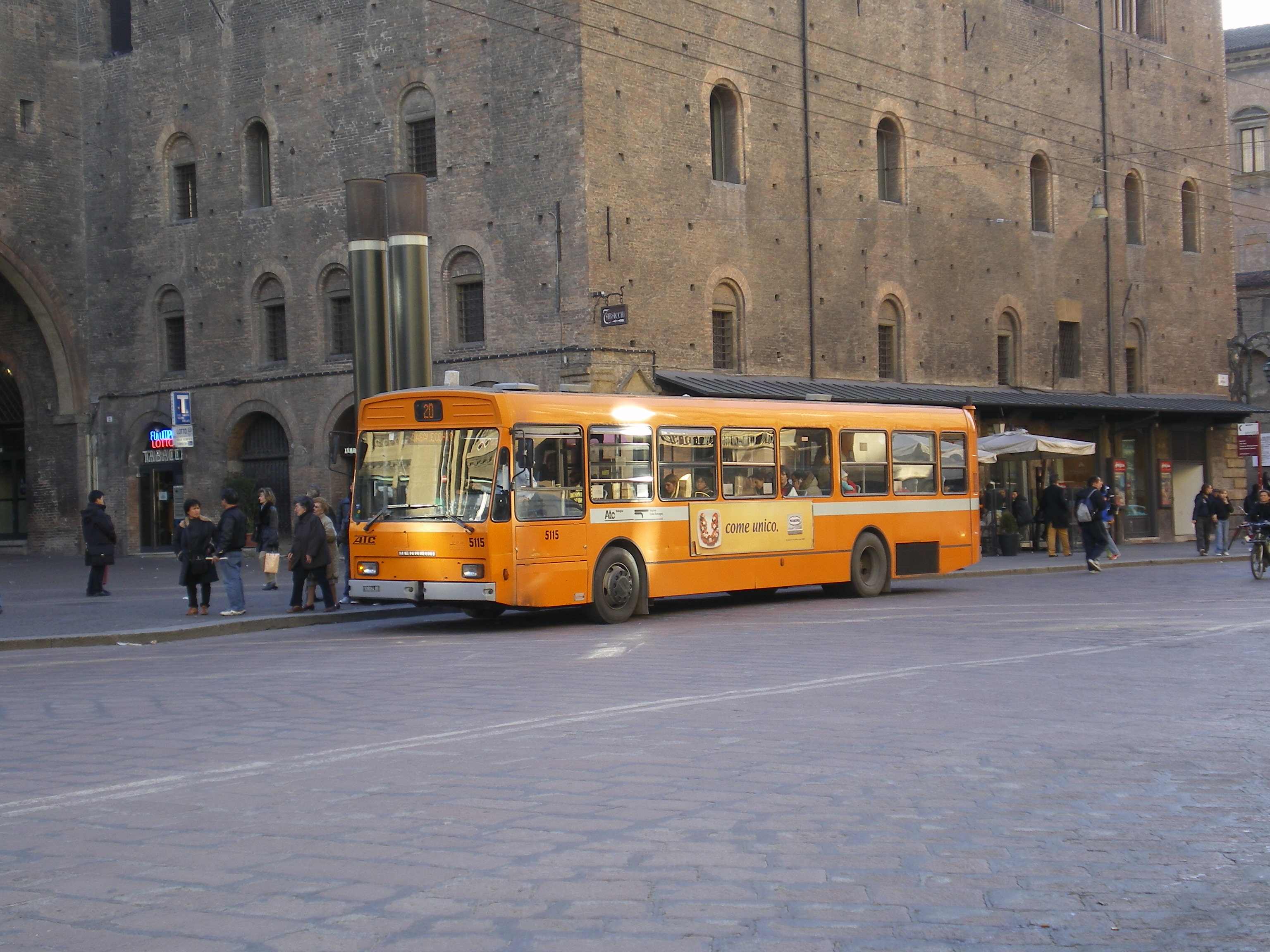
Menarini Monocar 201 ATC Bologne

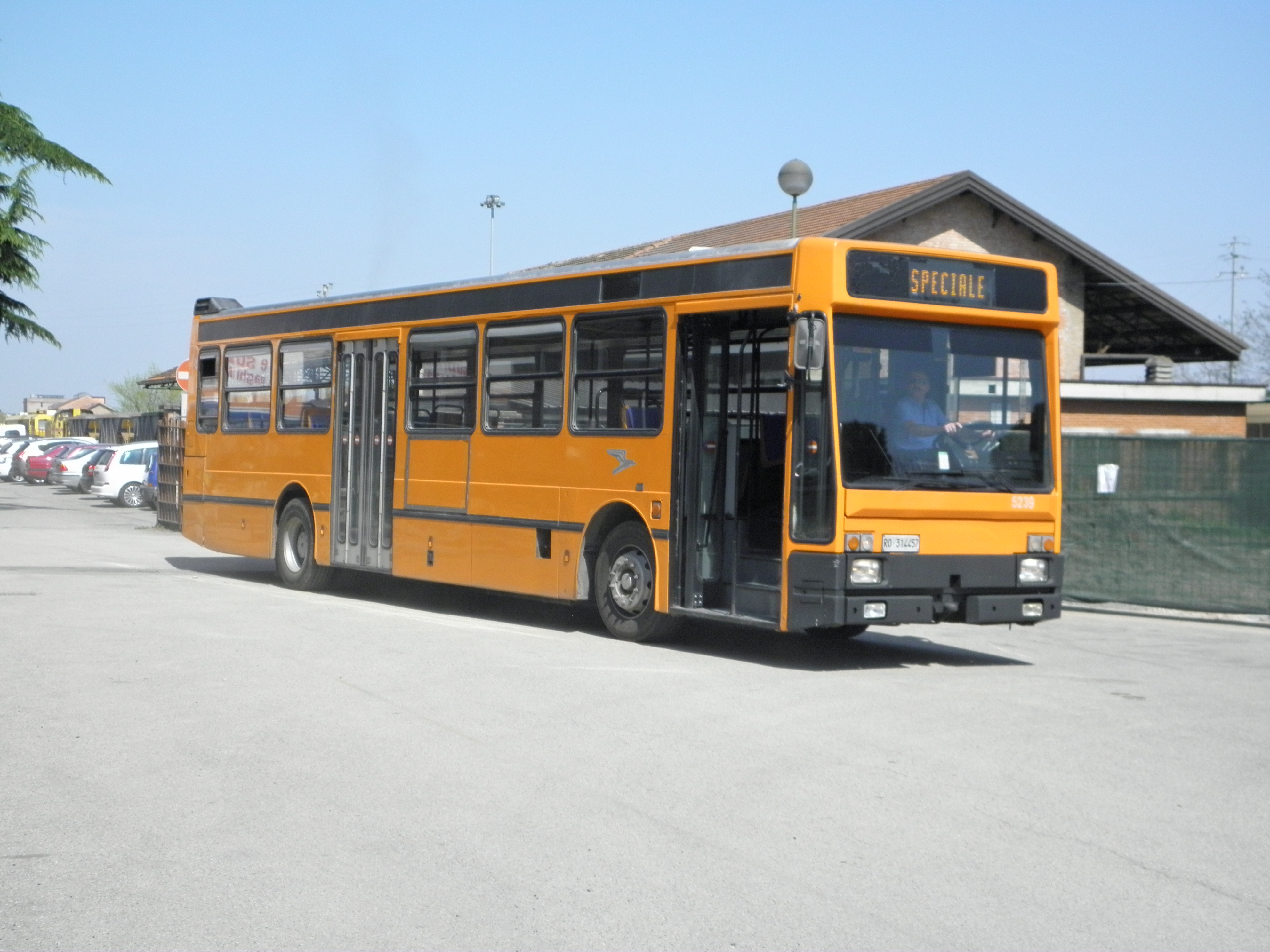
Autobus Menarini Monocar 201

Le Menarini Monocar 201 est un autobus urbain fabriqué par le constructeur italien Menarini Bus de 1979 à 1989.
Ce modèle, avec ses trois séries et ses nombreuses versions a été fabriqué en plusieurs milliers d'exemplaires. Il figure dans le parc de quasiment toutes les sociétés publiques italiennes de transport en commun. Ce véhicule est un des autobus italiens les plus diffusés de son époque en Italie.

## Histoire
Le constructeur Menarini Bus lance les études de son nouveau projet Monocar 201 à la fin des années 70. Les premiers prototypes sont testés en 1978. C'est avec ce modèle que Menarini Bus devient un constructeur à part entière d'autobus et plus simplement un carrossier qui utilisait des châssis et des ensembles mécaniques Fiat V.I. ou Iveco. Désormais Menarini allait construire ses propres châssis, ses carrosseries en utilisant toujours des ensembles mécaniques complets de Fiat V.I. et Iveco.
Le Monocar 201 respecte scrupuleusement le cahier des charges de la « Federtrasporti » (organisme public italien qui régit l'ensemble des transports publics) qui détermine l'aménagement intérieur avec le nombre de places assises en fonction de la longueur du véhicule, le nombre de portes et leur système d'ouverture, fixe la couleur exacte des véhicules en fonction de leur type de prestation, c'est pourquoi on distingue, en Italie, les autobus :
- urbains en livrée jaune-orangé,
- suburbains/banlieue en livrée jaune-orangé avec une bande verte périphérique sous la ligne des fenêtres,
- inter-urbains/ligne régulière régionale en livrée bleu,
- les autocars assurant les grandes lignes circulant sur autoroute en rouge,
- les autocars GT en livrée bleu et gris clair.

La production en série du Monocar 201 débute en 1979 et se poursuit jusqu'en 1989 pour être remplacé par le BredaMenarinibus Monocar 220. Le concurrent italien de ce modèle était l'Iveco 470 U-EffeUno jusqu'en 1984 puis l'Iveco 471 U-EffeUno qui étaient disponibles en versions 10,5 - 12 mètres et articulé de 18 mètres, alors que le Menarini 201 n'a jamais été disponible en version articulée.

## Versions
Le Monocar 201, pendant ses 10 ans de production, connaîtra 3 séries et de nombreuses versions :

### Monocar 201/0
- Production : 1979 à 1980
- Longueurs : 10,5 m (N) et 12 m (L)
- Types : urbain (U), suburbain (S) et extra-urbain (I)
- Motorisations : diesel et trolleybus (F)
- Modèles : 201NU (3 portes), 201NS (2 ou 3 portes), 201LU (3 ou 4 portes), 201LS (2 ou 3 portes), 201LI (2 portes), 201FLU (3 portes)

### Monocar 201/1
- Production : 1981 à 1984
- Longueurs : 10,5 m (N) et 12 m (L)
- Types : urbain (U), suburbain (S) et extra-urbain (I)
- Motorisations : diesel Fiat-IVECO et trolleybus (F)
- Modèles : 201/1NU (3 portes), 201/1NS (2 portes), 201/1LU (3 ou 4 portes), 201/1LS (2 ou 3 portes), 201/1LI (2 portes), 201/1FLU (3 portes)

### Monocar 201/2
- Production : 1984 à 1989
- Longueurs : 10,5 m (N) et 12 m (L)
- Types : urbain (U), suburbain (S) et extra-urbain (I)
- Motorisations : diesel, turbo-diesel (S) et trolleybus (F)
- Modèles : 201/2NU (3 portes), 201/2NS (2 ou 3 portes), 201/2LU (3 ou 4 portes), 201/2LS (2 ou 3 portes), 201/2LI (2 portes), 201/2SLI (2 portes), 201/2FLU (3 portes)

## Différences entre les séries

### Monocar 201/0 et 201/1
Du point de vue esthétique, le Monocar 201/0 et le Monocar 201/1 ne présentent pas de modifications notables si ce n'est la disparition de la grille de calandre qui masquait la prise d'air sur la première série et qui a été déplacée. La différence la plus importante concerne la partie mécanique. Le Monocar 201/0 adoptait un puissant moteur Fiat 8200.13 de 10 308 cm3 développant 208 ch, tandis que le Monocar 201/1 disposait du plus moderne moteur Fiat 8220.10 de 9 572 cm3 et 203 ch.

### Monocar 201/1 et 201/2
Avec l'apparition du Monocar 201/2 en 1984, la carrosserie est complètement revue et bénéficie d'une ligne plus moderne et carrée. Les nouveaux feux de signalisation très carrés, à la norme « Federtrasporti », sont adoptés à l'avant comme à l'arrière. Sur la façade avant, depuis la disparition de la grille de calandre dans la 2e série, seul le logo Menarini apparaît. Sur la façade arrière on note le déplacement vers le haut de la plaque d'immatriculation. La ligne du Monocar 201 restera inchangée jusqu'en 1989.
Une version particulière a été réalisée pour satisfaire aux contraintes spécifiques de la ligne 11 de l'ACTV du Lido de Venise, le Monocar 201/1 NU. Ce véhicule devait emprunter le ferry-boat pour assurer le trajet vers l'île de Pellestrina. La difficulté résidait dans l'inclinaison variable du ponton en fonction de la hauteur de la marée. La rampe d'accès pouvant avoir une pente très forte, le plancher des véhicules standards touchait et pouvaient être bloqués en équilibre instable. Le Monocar 201/1 NU offrait une garde au sol nettement rehaussée, un empattement plus court, une porte avant simple, des amortisseurs réglables et des pare chocs rehaussés.
Cette troisième série urbaine conserve la même mécanique sauf la boîte de vitesses qui passe de ZF devient Voith. La boîte ZF restera en série sur les types extra-urbains.

## Différences dans les équipements
Comme évoqué plus haut, l'équipement est strictement conforme au cahier des charges italien Ferdertrasporti, qui a aussi évolué au fil du temps.

### Types urbains LU
Les modèles urbains ne disposent que de 20 places assises dans la version 12 mètres ou de 36 places dans la version 10,5 mètres. Ils disposent de 2 ou 3 portes pour les plus courts et de 3 ou 4 portes pour les plus longs. Dans le cas des 4 portes, ils disposent de deux doubles portes centrales. La capacité maximale est 96 personnes transportées en version 10,5 m et de 106 en 12 mètres. Ils sont tous de couleur orange « ministériel ».

### Types suburbains LS
Ils disposent tous de 2 portes. Ils sont tous de couleur orange avec une bande horizontale verte sous les vitrages.

### Types extra-urbains LI/SLI
Comme prévu au cahier des charges « Ferdertrasporti », toutes les places assises (50 minimum pour les 12 m) sont dans le sens de la marche. Les véhicules sont peints en bleu ciel et disposent de deux portes. Le système d'ouverture des portes est passé de vantaux à soufflets à des vantaux fixes ouvrants sur l'extérieur et aux portes rototraslantes.

### Type "ACTV Lido" pour Venise
Une version particulière du Monocar 201/1 NU a été construite en 19 exemplaires expressément par la ligne 11 de l'ACTV de Venise qui assure la desserte Lido de Venise - Alberoni - Santa Maria del Mare - Pellestrina - Caroman - Chioggia, avec le transit sur un ferry pour accéder et quitter l'île de Pellestrina.
Pour éviter que les autobus aient de la difficulté à embarquer ou débarquer du ferry en cas de niveau de la mer trop bas ou trop élevé, ont fait construire une version surélevée du Monocar 201/1 NU, baptisée Version Lido. Ce modèle est surélevé, avec un empattement plus court. Tous les autobus qui ont circulé précédemment et les suivants sur la ligne 11 de l'ACTV ont dû respecter ces mêmes contraintes.

## Le trolleybus F201
Un certain nombre de trolleybus a été construit alors que le marché italien en la matière était quasiment arrêté. D'une longueur de 12 mètres avec 3 portes latérales, ils équipent les lignes de transports en commun des villes de Imperia, Parme, Ancône et Chieti

## Utilisateurs
Présent dans de nombreux parcs, il a surtout équipé les villes de Bologne et Rome (COTRAL) où plusieurs centaines d'exemplaires ont été immatriculés.